# ラ・イスラ・ボニータ
「ラ・イスラ・ボニータ」(La Isla Bonita)は、マドンナの楽曲。3枚目のスタジオ・アルバム『トゥルー・ブルー』から5枚目かつ最後のシングル・カットとして1987年にリリース。1995年にはフジテレビ系ドラマ『沙粧妙子-最後の事件-』の挿入歌として使用され、日本のみで再び8cm CDとしてシングル・カットされた。

## エピソード
発売当時の邦題には「〜美しき島」という副題が付けられていた（曲タイトルの日本語訳）。
発売以降、ツアーでは頻繁にセットリストに入る一曲となっている。
曲中で歌われる「サンペドロ」という町がある、ベリーズの島、アンバーグリス・キーは一般的に「イスラ・ボニータ（美しき島）」と呼ばれているため、曲の舞台ではないかと言われている。ただし、マドンナ本人は特定の場所を指していないと主張している。
2025年時点でYouTubeでの公式ミュージックビデオの再生回数が10億回を突破している。

## 収録曲
1987年盤シングル (スーパー・ミックス)
1. ラ・イスラ・ボニータ (エクステンデッド・ミックス) - 5:28
2. オープン・ユア・ハート (エクステンデッド・ヴァージョン) - 10:38
3. ギャンブラー - 3:58
4. クレイジー・フォー・ユー - 4:12
5. ラ・イスラ・ボニータ (インストゥルメンタル) - 5:21

1995年盤 3"CDシングル
1. ラ・イスラ・ボニータ - 4:02
2. ヒューマン・ネイチャー (ラジオ・ヴァージョン） - 4:30

## カバー
- 長山洋子 - アルバム『オンディーヌ』（1987年）に収録。[8]
- 山下久美子 - 『Souls』（2001年）に収録[9]。
- アリゼ - アルバム『Psychédélices』（2007年）に収録。